# Spezialeffekt
Als Spezialeffekt (englisch special effect), auch Special FX (von englisch lautmalerisch „ef-eks“) bzw. kurz SPFX oder SFX (doppeldeutig mit SFX – sound effects), wird eine mechanische oder chemische Technik bezeichnet, um bestimmte außergewöhnliche Erscheinungen, wie etwa Explosionen, in Theater oder Film zu erzeugen. Im Gegensatz zu den Visuellen Effekten (VFX) werden Spezialeffekte direkt am Drehort erzeugt und gefilmt. Damit ist das gewünschte Ergebnis sofort überprüfbar.

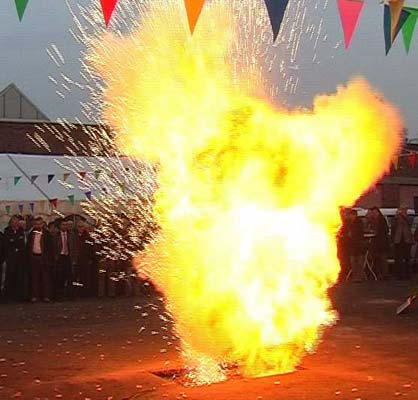
Spezialeffekt: kleiner Feuerball

## Anwendungsbereiche
Die Spezialeffekte sind eng verbunden mit anderen Institutionen wie Stunttechnik und Maske. Der Übergang ist oft fließend.
Bei vielen Spezialeffekten werden die gewünschten Ereignisse durch ähnlich wirkende Effekte simuliert, zum Beispiel zerbrechendes Glas (Filmglas), Blut (Filmblut) oder Schnee. Oft werden die gewünschten Ereignisse auch künstlich nachgestellt oder wirklich durchgeführt, zum Beispiel Regen, Feuer, Explosionen, einstürzende Gebäude oder Brücken.
Bei der Körperbemalung (bodypainting) bezeichnet man Spezialeffekte als die Kunstform, bei der dem Körper außer Farbe durch Pinsel, Schwamm und/oder Airbrush aufgetragen zusätzliche „Anbauten“ wie Latex-Masken, Perücken oder Ähnliches als Erweiterung zum Gesamtkunstwerk dienen.
Weitere Beispiele:

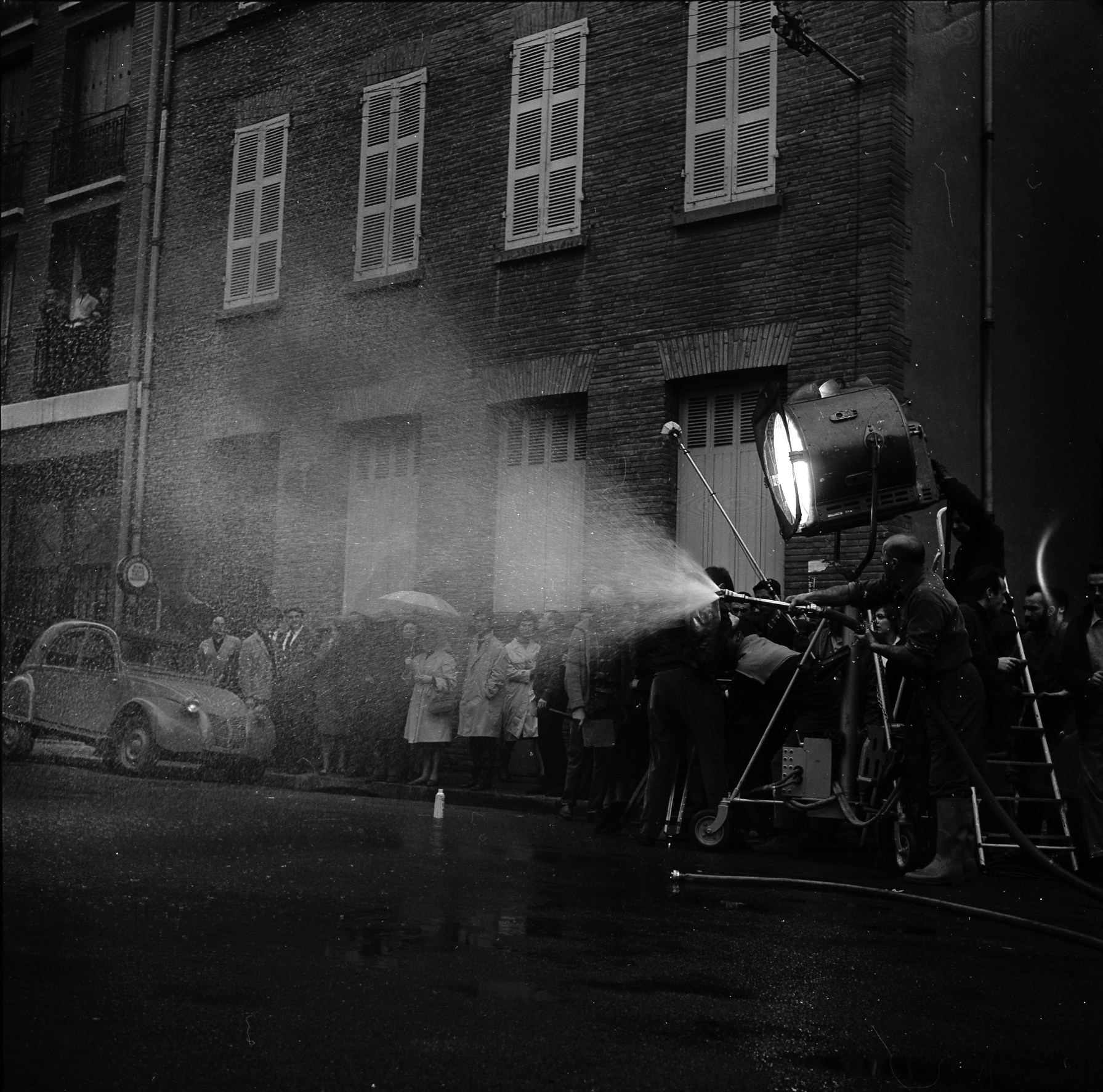
Künstlicher Regen

- Wetter: Die künstliche Erzeugung von bestimmten Wetterverhältnissen gehört zu den häufigsten Effekten. Beispiele: Regen, Nebel, Schnee, Wind, Wolken
- Pyrotechnik: Alles, was mit Feuer zu tun hat: Pyrotechnische Effekte (Explosionen, Feuer, Rauch, Feuerwerk, Funkenflug), beinhaltet in diesem Zusammenhang auch Methoden der Sprengtechnik (Detonationen), sowie entsprechende Effekte mit Druckluft

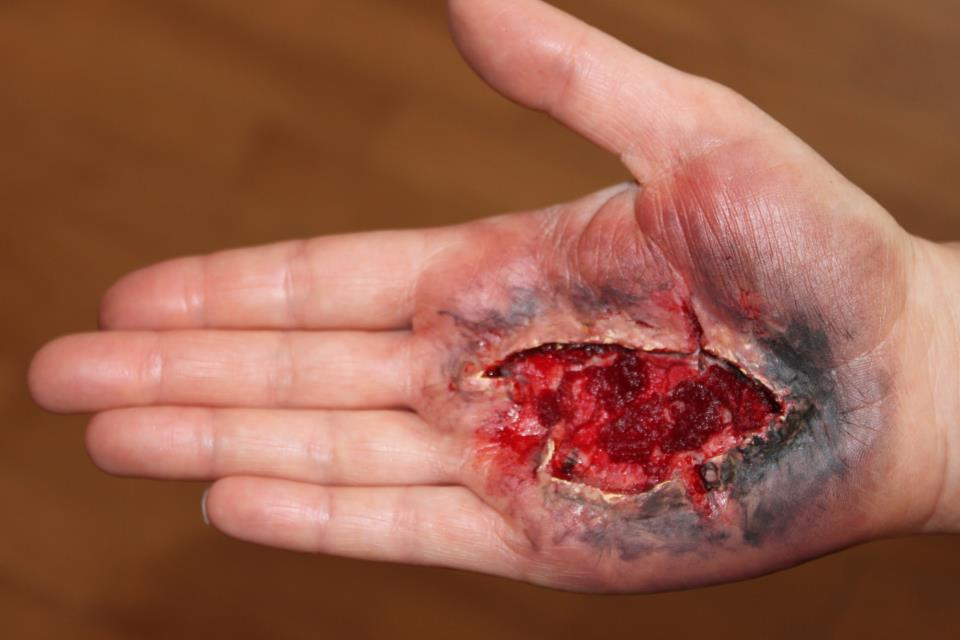
Verletzung

- Verletzungen: In enger Zusammenarbeit mit der Maske. Die Simulation von Verletzungen von Mensch oder Tier, wie Wunden (mit Hilfe von Plastiken, Filmblut), Schussverletzungen, abgetrennte Körperteile
- Waffentechnik: Schüsse mit allen Arten von Schusswaffen, Messer, Schwerter
- Effektglas: Glas aus Zucker (Zuckerglas)
- Greeble bezeichnet ein hinzugefügtes Detail, das die monotone Oberfläche eines Objekts visuell interessanter erscheinen lässt.

## Funktionen der Spezialeffekte
Grundsätzlich erhöhen alle Effekte die sinnlichen Realitätseindrücke (vor allem optisch und auditiv), allerdings können sie auch zu deren parodistischer Überzeichnung eingesetzt werden. So zielen Spezialeffekte nicht nur auf die Steigerung der Erlebnisintensität des Zuschauers ab, sondern können durch Verweis auf sein Fiktionsbewusstsein den Zuschauer auch auf Distanz halten. In Genres wie Horror- oder Science-Fiction-Film werden Spezialeffekte zur Erzeugung von Schockbildern verwendet. Sie ziehen die Aufmerksamkeit der Zuschauer auf sich, indem sie das Besondere des Schreckens zeigen.